# Richard Borek Unternehmensgruppe
Die Richard Borek Unternehmensgruppe in Braunschweig ist eines der ältesten Versandhäuser Deutschlands (seit 1906) und eine weltweit bedeutende Versandhandlung für Briefmarken, Münzen und historische Wertpapiere. Die Unternehmensgruppe umfasst vor allem die Briefmarkenfachhandlung „Richard Borek GmbH & Co. KG“ und die „MDM Münzhandelsgesellschaft mbH & Co. KG Deutsche Münze“.
Daneben existiert die Unternehmensgruppe Henning Borek aus „Borek media GmbH“ (früher „Pigge-Druck“) und dem „Archiv Verlag“.

## Geschichte

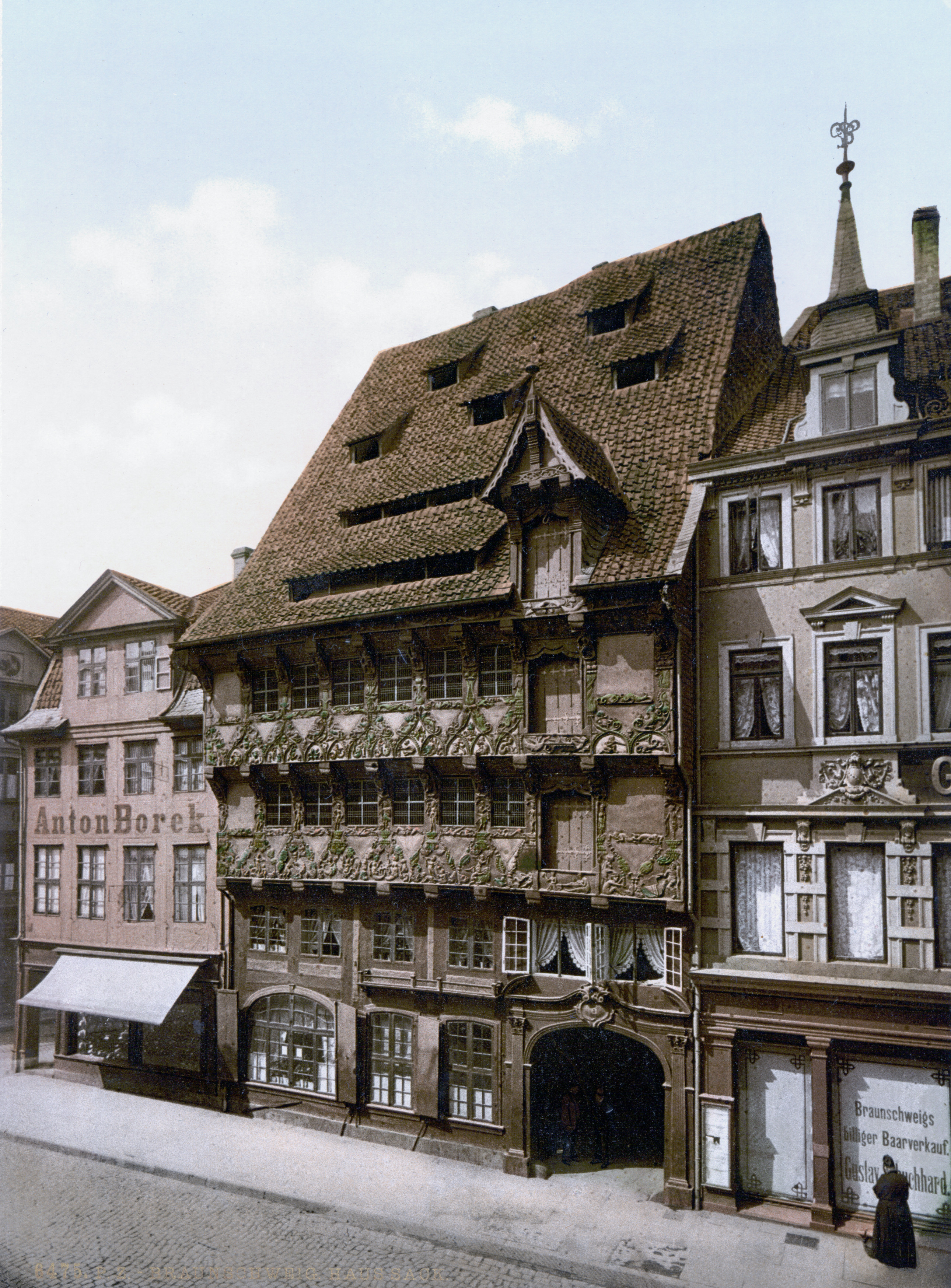
Die Straße Sack um 1900, links das Ladengeschäft von Anton Borek

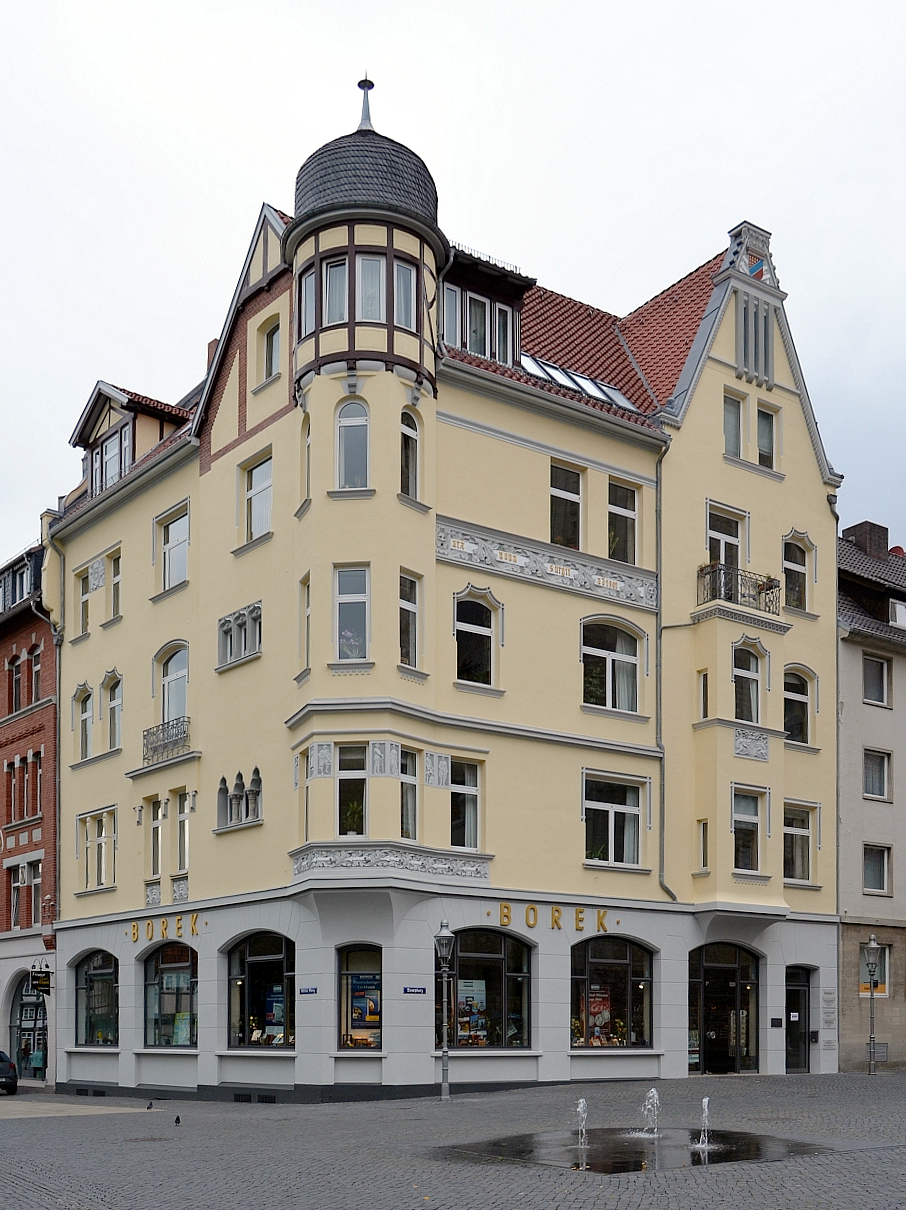
„Borek am Dom“ 2013

Das Unternehmen begann in einem Hut- oder Pelzgeschäft, das der Kürschner Anton Borek 1870 in der Braunschweiger Innenstadt am Sack 11 eröffnet hatte. Im Jahr 1893 hängte sein Sohn Richard (1874–1947) dort einen Briefmarkenbogen ins Schaufenster.
Bald entdeckte er, dass die begehrten Liebig-Sammelbilder in Italien kein Interesse fanden, und importierte große Mengen davon. Dazu kamen Postkarten, die gerade in Mode gekommen waren. Borek hatte 1906 die damals neue Idee, ungebrauchte Briefmarken aus dem Ausland zu importieren. Kurz darauf verschickte er die erste Angebotsliste und gründete damit das Versandhaus.
Im Jahre 1907 konnte er in ein eigenes Geschäft in der Wilhelmstraße umziehen und nahm in der Folge auch Zubehör wie Alben und Kataloge in sein Sortiment auf. Er kaufte ein Geschäftshaus am Domplatz 4 in werbewirksamer Lage am historischen Burgplatz mit dem Wahrzeichen der Stadt, dem Braunschweiger Löwen. Dieses Haus war bis 1985 Hauptsitz des Unternehmens und ist heute noch sein Ladengeschäft („Borek am Dom“).
Borek gründete 1918 eine Druckerei für seine Prospekte, Richard-Borek-Druck, und 1925 veranstaltete er die erste Fernauktion für „Raritäten-Briefmarken“. Nach dem Zweiten Weltkrieg übernahm Richard Borek junior (1911–1993) die 1790 gegründete Druckerei Pigge in Bodenwerder, die 1950 nach Braunschweig umzog. Im Jahr 1960 erreichte Boreks Angebotsliste, der Neuheiten „Hobby-Prospekt“, eine Auflage von 3,5 Millionen. Zum 75-jährigen Bestehen 1968 gab man das Buch Die Geschichte des Hauses Richard Borek, Braunschweig im eigenen Verlag heraus.
Er gründete 1970 anlässlich der Ausgabe der 10-DM-Sondermünzen zu Olympia 1972 in München die MDM Münzhandelsgesellschaft mbH Deutsche Münze.
Im Jahre 1971 übernahm Henning Borek die Pigge-Druck. Er gründete später auch den Archiv Verlag, der sich auf die originalgetreue Reproduktion historischer Dokumente spezialisierte. Diese Unternehmen bilden heute die Gruppe Borek media GmbH. Richard Borek III. übernahm 1975 die Briefmarken- und Münzhandlung. Deren Geschäft dehnte sich so aus, dass die Richard Borek Unternehmensgruppe 1983 ein neues Grundstück an der Theodor-Heuss-Straße 7 erwarb.
Das 100-jährige Bestehen feierte das Unternehmen 1993 mit einem Festakt im Staatstheater Braunschweig. Zum 111. Geburtstag 2004 zeigte „Borek am Dom“ für jedes Jahr der Unternehmensgeschichte eine Originalbriefmarke, die mit ihrem Motiv ein prägendes politisches, kulturelles oder geschichtliches Ereignis dokumentierte.
Gesamtvertretungsberechtigte Geschäftsführer waren 2018 Richard Borek, Niels Hagemann und Hildegard Alexius-Salwiczek.

## Kooperationen
Die Briefmarkenfachhandlung Richard Borek ist unter anderem offizielle Agentur für einige Postverwaltungen und führt Briefmarken aus rund 300 Ländern. Seit 2002 besteht ein Kooperationsvertrag mit dem Geschäftsbereich Philatelie der Deutschen Post AG, um „den Briefmarkenmarkt in Deutschland weiter zu beleben und Briefmarkensammler noch besser mit philatelistischen Angeboten zu versorgen“. Beim Weltfußballverband FIFA sicherte sich das Unternehmen 2004 die Rechte für die exklusive Ausgabe der offiziellen Briefmarken zur Fußball-Weltmeisterschaft 2006 in Deutschland. Auch mit dem Nationalen Olympischen Komitee für Deutschland (NOK) unterhält Borek eine Partnerschaft. Für das Haus der Geschichte der Bundesrepublik Deutschland in Bonn gestaltet das Unternehmen Briefmarkenpräsentationen zu zeitgeschichtlichen Themen.
Die MDM Münzhandelsgesellschaft Deutsche Münze bezeichnet sich als „offizielle Vertretung“ von Prägestätten in Deutschland und diversen anderen Ländern. Inwiefern es sich hierbei tatsächlich um eine offizielle Vertretung handelt, ist unbekannt. Im Jahr 2003 unterzeichneten Richard Borek und Franz Beckenbauer als Präsident des FIFA-Organisationskomitees einen Vertrag über den weltweiten Vertrieb der amtlichen 10-Euro-Silbergedenkmünzen zur Fußball-WM 2006 in Deutschland. Bis 2006 wurden rund 20 Millionen dieser Münzen herausgegeben. Mit dem Erlös, rund 30 Millionen Euro, wurde das kulturelle Rahmenprogramm finanziert.

## Kritik
Die MDM Münzhandelsgesellschaft wurde in der Vergangenheit wegen unzulässiger und irreführender Werbung kritisiert. Der Bundesverband der Verbraucherzentralen mahnte die MDM in diesem Zusammenhang wegen Wettbewerbsverstößen ab. Das Landgericht Braunschweig bestätigte den Verbraucherzentralen einen Unterlassungsanspruch und untersagte der MDM die irreführende Werbung.